# 阳炎座
《阳炎座》（日语：かげろうざ）是一部根据日本小说家泉镜花的同名小说所改编的电影，亦是荒户源次郎监制《大正浪漫三部作系列》的第二部剧场版作品。由铃木清顺导演，松田優作及大楠道代主演。於1981年8月21日上映。

## 主要演员
- 松崎春狐：松田優作
- 品子：大楠道代
- みお：加贺真理子
- イネ：楠田枝里子
- 师匠：大友柳太郎
- 乞食：麿赤儿
- 和田：原田芳雄
- 玉胁：中村嘉葎雄
- 执事：江角英
- 老婆：东惠美子
- 番头：玉川伊佐男
- 院长：佐野浅夫
- 站员：佐藤B作
- 狙击手：トビー门口
- ごみを拾う男：榎木兵卫

## 工作人员
- 监制：荒户源次郎
- 导演：铃木清顺
- 原作：泉镜花
- 编剧：田中阳造
- 摄影：永冢一荣
- 美术：池谷仙克
- 音乐：河内纪
- 铁砲指导：トビー门口